# Geoffrey Rono
Geoffrey Kipkoech Rono (21 aprile 1987) è un mezzofondista keniota.

## Palmarès
| Anno | Manifestazione               | Sede        | Evento       | Risultato | Prestazione | Note |
| ---- | ---------------------------- | ----------- | ------------ | --------- | ----------- | ---- |
| 2005 | Campionati africani juniores | Tunisi      | 800 m piani  | Oro       | 1'47"10     |      |
| 2005 | Campionati africani juniores | Tunisi      | 1500 m piani | Oro       | 3'42"76     |      |
| 2006 | Mondiali juniores            | Pechino     | 1500 m piani | 4º        | 3'41"68     |      |
| 2007 | Giochi panafricani           | Algeri      | 1500 m piani | 7º        | 3'40"25     |      |
| 2008 | Campionati africani          | Addis Abeba | 1500 m piani | 5º        | 3'44"90     |      |

## Campionati nazionali
2005
- 7º ai campionati kenioti, 1500 m piani - 3'42"8

2007
- Argento ai campionati kenioti, 1500 m piani - 3'43"3

2008
- Argento ai campionati kenioti, 1500 m piani - 3'46"73

2011
- 7º ai campionati kenioti, 800 m piani - 1'46"11

## Altre competizioni internazionali
2007
- 4º al Memorial Van Damme ( Bruxelles), 1500 m piani - 3'35"72

2008
- 6º all'ISTAF Berlin ( Berlino), 1500 m piani - 3'32"55
- 7º all'Herculis ( Monaco), 1500 m piani - 3'36"15
- 4º al DN Galan ( Stoccolma), 1000 m piani - 2'15"97

2009
- Argento ai Bislett Games ( Oslo), 1500 m piani - 3'36"96
- Argento al DN Galan ( Stoccolma), 1000 m piani - 2'16"82
- Oro al Memorial Van Damme ( Bruxelles), staffetta 4x1500 m piani - 14'36"23

2010
- 7º ai Bislett Games ( Oslo, miglio - 3'54"37
- 5º all'ISTAF Berlin ( Berlino), 1500 m piani - 3'32"82
- Bronzo al Golden Gala ( Roma), 1500 m piani - 3'33"89

2019
- 70º alla Maratona di Valencia ( Valencia) - 2h20'57"